# Николо Мартиненги
Николо Мартиненги (итал. Nicolò Martinenghi; Варезе, 1. август 1999) италијаски је пливач чија специјалност су трке прсним стилом. Некадашњи је вишеструки светски и европски првак у конкуренцији јуниора, те вишеструки првак и рекордер Италије.  

## Спортска каријера
Успешну каријеру на међународној сцени, Мартиненги је започео у јуниорској конкурекцији, прво на светском првенству у Сингапуру 2015. где је освојио сребро на 50 прсно, а потом годину дана касније и на европском првенству у мађарском Ходмезевашархељу где осваја пет медаља, од чега три златне. Укупно је током јуниорске каријере освојио 13 медаља на светским и европским првенствима, од чега су две титуле светског и чак седам европског првака. 
Прво зналајније сениорско такмичење на коме је учествовао је било светско првенство у Будимпешти 2017, где је успео да се пласира у полуфиналне трке на 50 прсно (9. место) и 100 прсно (9. место), а такође је пливао и за обе штафете на 4×100 мешовито (мушка штафета је заузела 11. место у квалификацијама, док је мешовита штафета у финалу била осма). У децембру исте године наступио је и на европском првенству у малим базенима у Копенхагену, на коме је италијанска штафета на 4×50 мешовито, за коју је мартиненги пливао у квалификацијама, освојила сребрну медаљу.
Такмичио се и на светском првенству у корејском Квангџуу 2019 — 50 прсно (14. место у полуфиналу), 100 прсно (16. у полуфиналу), 4×100 мешовито (13. место у квалификацијама) и микс 4×100 мешовито (6. место у финалу, Мартиненги је пливао у квалификацијама). 
На националном првенству које је одржано у Ричионеу 12. децембра 2019. освојио је титуле националног првака на 50 и 100 прсно. У финалу трке на 100 прсно испливао је нови национални рекорд у времену 58,75 секунди, што је уједно било довољно и за директан пласман на Олимпијске игре у Токију 2020. године.